# كاروان قران
كاروان‌ قران هي قرية في مقاطعة ماكو، إيران. يقدر عدد سكانها بـ 46 نسمة بحسب إحصاء 2016.